# Macleay Island
Macleay Island (nome aborigeno: Jencoomercha) è la seconda isole per estensione delle Southern Moreton Bay Islands, si trova a sud della baia di Moreton e a sud-est di Brisbane, lungo la costa meridionale del Queensland, in Australia. Appartiene alla Local government area della Città di Redland. Gli abitanti dell'isola, al censimento del 2011, erano 2572.

## Geografia
Macleay Island è situata a ovest di North Stradbroke Island. A sud-est il Lucas Passage la divide da Lamb Island e a sud il Karragarra Passage la separa da Karragarra Island (la minore delle Southern Moreton Bay Islands). L'isola ha la forma di un uncino, la cui punta è formata dalla piccola Perulpa Island, collegata da una strada rialzata, che racchiude un'ampia baia: Perulpa Bay.

## Storia
Le isole dell'area erano tradizionalmente del popolo Quandamooka. Il nome aborigeno dell'isola è Jencoomercha.
Il nome attuale dell'isola fu dato in onore di Alexander McLeay (1767 – 1848), che era stato il Segretario per le Colonie del New South Wales dal 1826 al 1837. A quell'epoca il Queensland era parte del New South Wales.